# Arthrolips picea
Arthrolips picea é uma espécie de insetos coleópteros polífagos pertencente à família Corylophidae.
A autoridade científica da espécie é Comolli, tendo sido descrita no ano de 1837.
Trata-se de uma espécie presente no território português.